# Szent Jodok
Szent Jodok (Judocus, Josse; Bretagne, 7. század eleje – Bretagne, 669? dec. 13.): remete, pap. - Királyi családból származott. A kolostor iskolájában tanult. A bátyja által fölkínált koronát visszautasította. 11 társával 636: róm. zarándokútra indult. Mindjárt az út elején fölvette a tonzúrát. Chartres, Párizs, Amiens érintésével érkeztek a ponthieu-i hercegségbe, ahol Haimo herceg maradásra bírta Jodokot, majd pappá szenteltette. 644 körül remeteségbe vonult az Authie folyó partjára. 652 körül Ruinacba, 665 körül a tenger partjára települt át. Rómába zarándokolt, visszatérése után hamarosan meghalt. Sírja körül épült a Saint-Josse-sur-mer kolostortor. 903: ereklyéit egy időre Angliába menekítették, 1772 óta a helység plébániatemplomában őrzik.

## Magyarországi tisztelete
Az egész Nagy-Magyarországon csak a felvidéki Lehnic plébániatemplomát szentelték Jodok tiszteletére.